# Masterton
Masterton (en maorí: Whakaoriori) es la capital y ciudad más grande de Wairarapa. Es parte de la Región de Wellington y cuenta con una población de 23.500 habitantes.
Fue fundada el 21 de mayo de 1854 y en 1989 alcanzó la denominación de ciudad. Recibió su nombre en honor a Joseph Masters.

## Demografía
Según el censo de 2006, la ciudad contaba con 22.623 habitantes, con un incremento menor del 0,1% desde el censo de 2001. De dicha población, 10.869 (48%) eran hombres y 11.754 (52%), mujeres y se contaba con un promedio de edad de 40,4 años. El 77,9% son descendientes de europeos, 16,9% maoríes, 1,7% asiáticos, 2.7% provenientes de países del Pacífico, 12,1% se identificaron como "neozelandeses" y el resto se dividen principalmente entre personas del Medio Oriente, Latinoamérica y África.

## Clima
La ciudad, por sus características geográficas, cuenta con un clima mediterráneo.
| Parámetros climáticos promedio de Masterton | Parámetros climáticos promedio de Masterton | Parámetros climáticos promedio de Masterton | Parámetros climáticos promedio de Masterton | Parámetros climáticos promedio de Masterton | Parámetros climáticos promedio de Masterton | Parámetros climáticos promedio de Masterton | Parámetros climáticos promedio de Masterton | Parámetros climáticos promedio de Masterton | Parámetros climáticos promedio de Masterton | Parámetros climáticos promedio de Masterton | Parámetros climáticos promedio de Masterton | Parámetros climáticos promedio de Masterton | Parámetros climáticos promedio de Masterton |
| Mes                                         | Ene.                                        | Feb.                                        | Mar.                                        | Abr.                                        | May.                                        | Jun.                                        | Jul.                                        | Ago.                                        | Sep.                                        | Oct.                                        | Nov.                                        | Dic.                                        | Anual                                       |
| ------------------------------------------- | ------------------------------------------- | ------------------------------------------- | ------------------------------------------- | ------------------------------------------- | ------------------------------------------- | ------------------------------------------- | ------------------------------------------- | ------------------------------------------- | ------------------------------------------- | ------------------------------------------- | ------------------------------------------- | ------------------------------------------- | ------------------------------------------- |
| Temp. máx. media (°C)                       | 24.3                                        | 24                                          | 21.9                                        | 18.8                                        | 15.4                                        | 13.2                                        | 12.1                                        | 13.1                                        | 15.4                                        | 17.5                                        | 19.8                                        | 22.1                                        | 18.1                                        |
| Temp. mín. media (°C)                       | 11.8                                        | 11.4                                        | 10.6                                        | 7.5                                         | 5.5                                         | 4.0                                         | 3.1                                         | 3.7                                         | 5.6                                         | 7.1                                         | 8.7                                         | 10.7                                        | 7.5                                         |
| Precipitación total (mm)                    | 44.4                                        | 68.9                                        | 84.5                                        | 54                                          | 93.6                                        | 105.3                                       | 90.9                                        | 86.7                                        | 73.7                                        | 77.2                                        | 77.5                                        | 70.9                                        | 922.9                                       |
| Horas de sol                                | 238.6                                       | 204.4                                       | 169.2                                       | 155.6                                       | 132                                         | 99.9                                        | 114.9                                       | 128.6                                       | 148                                         | 184                                         | 185.6                                       | 221.3                                       | 1964.2                                      |
| Fuente: NIWA Climate Data                   |                                             |                                             |                                             |                                             |                                             |                                             |                                             |                                             |                                             |                                             |                                             |                                             |                                             |

## Deportes
El Heartland Wairarapa, franquicia participante de la ASB Youth League, liga Sub-20 de fútbol, tiene su sede en Masterton y juega de local en el Memorial Park. El Wairarapa United, campeón de la Copa Chatham 2011, es el principal equipo de la ciudad.

## Ciudades hermanadas
- Hatsukaichi, Hiroshima, Japón.
- Changchun, Jilin, China.
- Armidale, Nueva Gales del Sur, Australia.